# Delphinium quercetorum
Delphinium quercetorum är en ranunkelväxtart som beskrevs av Pierre Edmond Boissier och Hausskn.. Delphinium quercetorum ingår i släktet storriddarsporrar, och familjen ranunkelväxter. Inga underarter finns listade i Catalogue of Life.